# 腰坨子乡
腰坨子乡，是中华人民共和国吉林省松原市长岭县下辖的一个乡镇级行政单位。

## 行政区划
腰坨子乡下辖以下地区：
腰坨子村、排子山村、头段村、战胜村、羊依山村、两宝村、太阳村和六五新村。